# Burg Borghausen

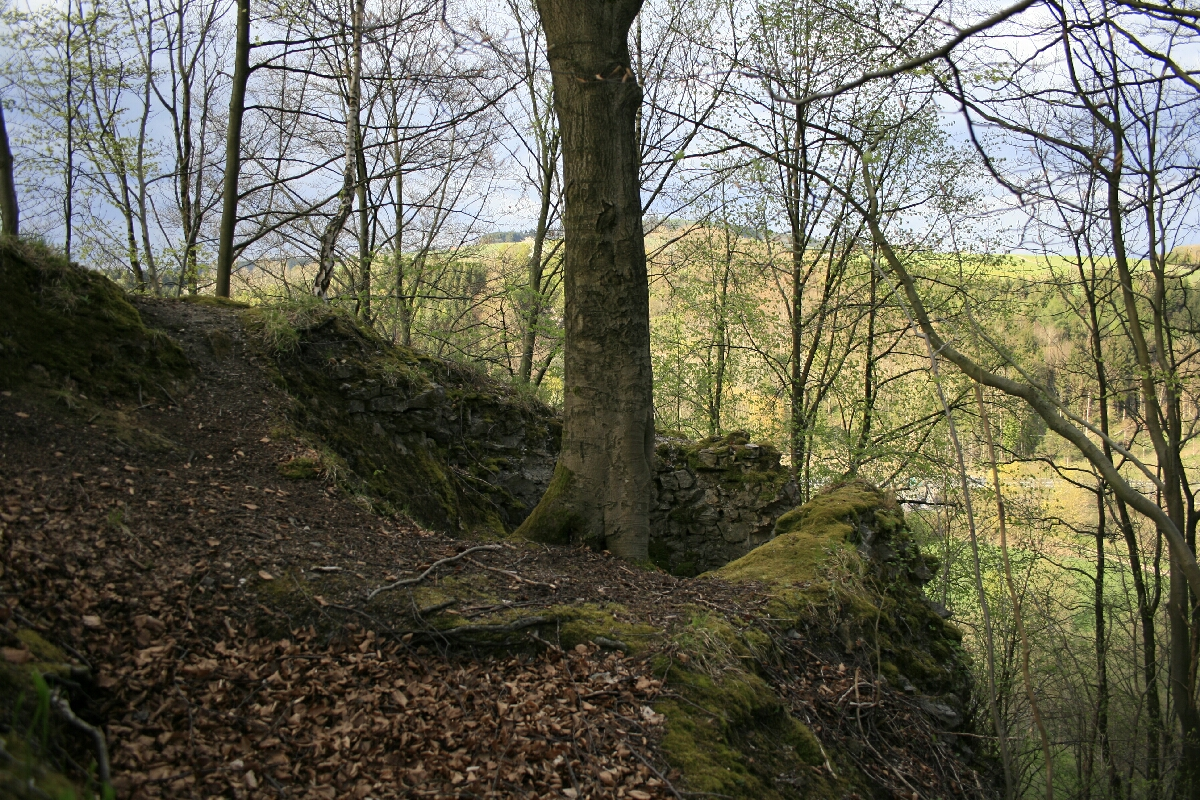
Turmfundament der Ruine Burg Borghausen

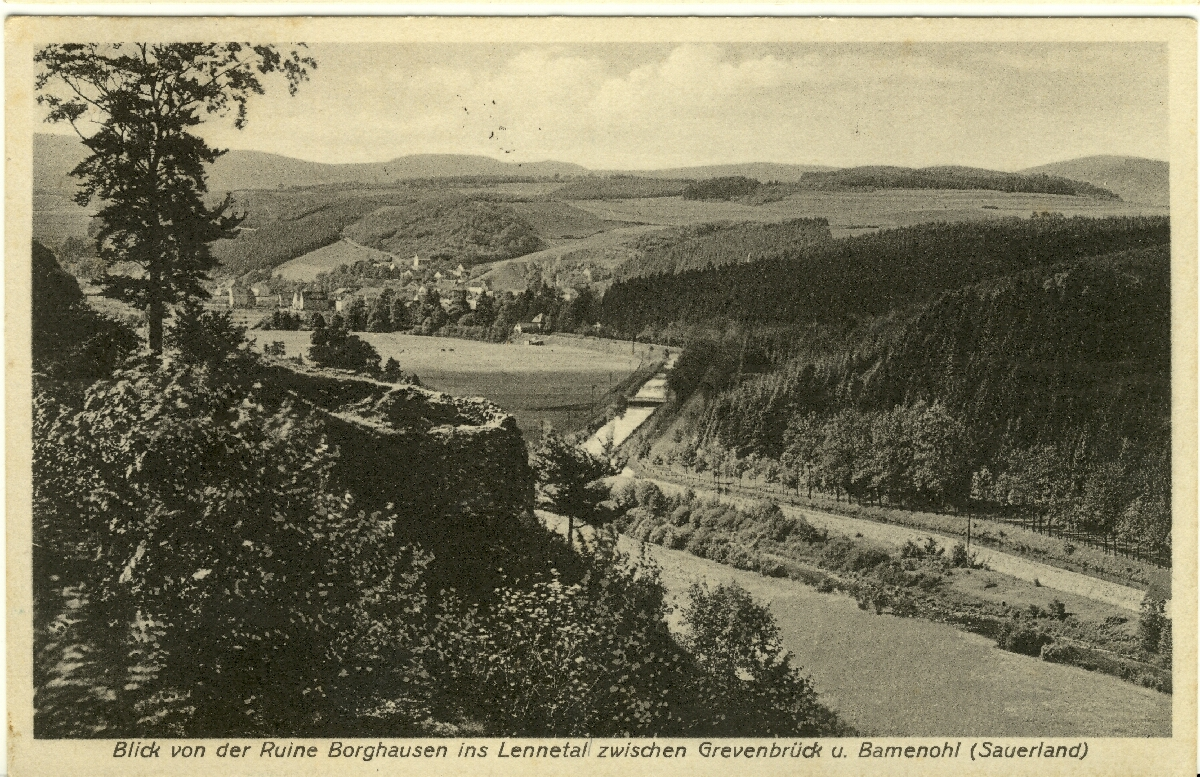
Postkarte 1936 Ruine Burg Borghausen

Die Burg Borghausen ist die Ruine einer Spornburg bei Borghausen, auf dem Gebiet der Stadt Attendorn im Kreis Olpe in Nordrhein-Westfalen.

## Geographie
Die Höhenburg liegt auf 288 m ü. NHN etwa einen Kilometer nordwestlich der Peperburg auf dem Breiten Hagen, einem 60 Meter hohen Felsmassiv der Attendorn-Elsper Doppelmulde, das zu Lenne- und Repetal steil abfällt und als Naturschutzgebiet Breiter Hagen (Attendorn) ausgewiesen ist.
Von der Burg zu unterscheiden ist der Hof bzw. das Gut Borghausen (gelegentlich fälschlich als Gut Oberbamenohl bezeichnet; dieses befand sich allerdings im heutigen Schlosspark von Haus Bamenohl). Das Gut lag unterhalb der Burg im Repetal, auf dem Gebiet der heutigen Kläranlage Borghausen. Im Urkataster von 1831 und in der Uraufnahme von 1840 ist zu erkennen, dass das Gutsgebäude über eine Gräfte verfügte.

## Geschichte

### Wallburg aus vorchristlicher Zeit?
Die Anfänge der Burg sind unbekannt. Es ist unklar, ob die etwa 350 Meter südsüdöstlich der Burg gelegene Sperre, bestehend aus Erdwall und vorgelagertem Graben, zur Burg gehört. Bronzefunde des vergangenen Jahrhunderts lassen eine selbstständige ältere Anlage aus der Hallstattzeit (Stufe Ha D, 620–450 v. Chr.) möglich erscheinen. Neben den Bruchhauser Steinen würde es sich damit um die älteste Burg des südwestfälischen Berglandes handeln. Auch eine Wallburgenphase in der jüngeren Eisenzeit ist möglich. Gefundener Trachtschmuck aus Metall (ein Kopf einer Tutulusnadel westhessischen Typs und ein Armring mit Wulstgruppendekor) verortet die Anlage im Kulturraum der Lahn-Sieg-Gruppe am Nordrand der keltischen Zivilisation während der Latènezeit (Lt B2–C), also in die Zeit zwischen 380 und 150 vor Christus.

### Die Burg: 12. bis 15. Jahrhundert
Als Zeitraum für den Bau der eigentlichen Burg kommt das 12. Jahrhundert in Frage. Bei der Burg wurde eine größere Anzahl von Tonscherben gefunden und zwar aus pingsdorfähnlicher Irdenware des 11. bis 13. Jahrhunderts und Paffrather Ware, wie sie im 11. und 12. Jahrhundert in Gebrauch war und im 13. Jahrhundert auslief. Der überwiegende Teil der gefundenen Keramik gehört ins 14./15. Jahrhundert.
Die Geschichte der Burg war immer eng mit der des Hauses Bamenohl verbunden: Schon Mitte des 15. Jahrhunderts vereinigte Heidenreich von Plettenberg, dessen Gattin Angela von Heggen einen Anteil von Bamenohl in die Ehe miteingebracht hatte, die beiden Güter Bamenohl und Borghausen in seiner Hand. Die Behauptung, die Burg sei identisch mit der Burg Babenohl, lässt sich dagegen nicht durch Quellen belegen.

### Aufgabe im 16./17. Jahrhundert
Das Rittergut Borghausen, entstand, als Bernhard Vogt von Elspe um 1540 seinen Wohnsitz auf dem ca. 100 Meter nördlich der Burg im Tal gelegen Hof Borghausen nahm, der ihm bei der 1539 vorgenommenen Erbteilung mit seinen Brüdern zugefallen war.
Am 20. Mai 1609 wird der Hof Borghausen von Wilhelm von Neuhoff und dessen Ehefrau Ursula von Hatzfeld zu Ahausen an die Eheleute Dietrich und Catharina von Hatzfeld zu Schwarzenberg verpfändet. Am 9. Mai 1622 belehnt der Erzbischof und Kurfürst Ferdinand von Köln, die Brüder Friedrich und Johann Gottfried von Fürstenberg mit den Ämtern Bilstein und Waldenburg sowie mit dem Lenneamt.
Nach einer Steuerschätzung von 1631 wohnten auf der Burg Borghausen noch Bernt Vogt (von Elspe) mit einem Diener, einem Knecht, drei Jungen, drei Mädchen und einem Viehmädchen. 1632 wurde die Burg im Dreißigjährigen Krieg von hessisch-schwedischen Truppen unter Oberst
von Linteloe gestürmt. Nach der Zerstörung der Burg soll sich Bernhard Vogt von Elspe längere Zeit im sogenannten Küllenloch vor den Bauern und Soldaten versteckt haben, wo ihn sein treuer Diener während dieser Zeit mit Nahrung versorgte.
Am 5. Juli 1649 heiratet Johann Bernhard Vogt von Elspe zu Borghausen, Sohn der verstorbenen Eheleute Bernhard Christoph Vogt von Elspe und Walburg, geb. von Fürstenberg, die Mechthild Katharina von dem Broel genannt Plater. Er besaß das Haus Borghausen, „auf einem Felssporn über dem linken Lenneufer“ gelegen. Als Morgengabe erhielt die Braut den Plattenhof in Kirchhelden (bei der Kirche). Aus der Ehe stammten insgesamt neun Kinder, wovon nur die Jüngste nicht auf Borghausen geboren wurde, sondern um 1673 auf Haus Westhemmerde. Der Vogt von Elspe siedelte mit seiner Familie nach Westhemmerde über, wo er von nun an seinen Hauptsitz hielt.
Am 30. Juli 1690 schlossen Konrad Wilhelm Vogt von Elspe zu Westhemmerde und Borghausen und Jobst Edmund Michael Christoph von Beckman und dessen Frau Sybilla Elisabeth von der Heesen einen 16-jährigen Pachtvertrag für das adelige Haus Borghausen. Dabei handelte es sich vermutlich wieder um das Gut Borghausen.

### 18. Jahrhundert bis heute
Am 4. November 1706 wurde ein neuer Pachtvertrag zur Burg Borghausen zwischen Konrad Wilhelm Vogt von Elspe zu Westhemmerde und Borghausen und Franciscus Andreas Antonius Außel und dessen Gattin Helena Burghoff geschlossen.
Im Jahre 1790 nannte sich der Fürstlich Oranien-Nassauische Obersthofmeister Freiherr Voigt von Elspe genannt von Voß, Erbherr zu Rodenberg, Westhemmerde, Bamenohl, Borghausen, Werl und Oevinghausen.
Borghausen verblieb bis ins 18. Jahrhundert im Besitz der Vögte von Elspe, wenn auch nicht immer in gerader Stammesfolge. Als letzter starb Gisbert Moritz Vogt von Elspe in der Nacht vom 11. auf den 12. März 1800 im Alter von 80 Jahren als Obersthofmeister Wilhelm von Oranien-Nassaus in Den Haag. Er verfügte testamentarisch, dass als Universalerbin seine Nichte Anna Luise Gisbertine von Bodelschwingh, geb. Vogt von Elspe eingesetzt wurde. Deren Tochter aus zweiter Ehe, Christine Sophie Luise, heiratete 1788 Freiherrn Karl Wilhelm Georg von Plettenberg, dessen Familie bis heute im Besitz der Ruine ist.
1987 wurde die Burgruine einschließlich des Abschnittswalls in die Denkmalliste der Stadt Attendorn eingetragen.

## Anlage
Die Bruchsteine der Burganlage dienten den Bewohnern der umliegenden Dörfer als Baumaterial zur Errichtung ihrer Häuser, so dass heute nur noch die baufälligen Ruinen der Burg zu erkennen ist. Die Fundamente eines Turmes auf der nördlichen Felsnase, welche ins Lenne- und Repetal hineinragt, sowie einige winkelige Kellerräume sind noch zu erkennen.
Gesichert war die Burg durch einen vorgelagerten Abschnittswall, der die Hochebene der Benner von dem Bergsporn 200 Meter vor der Anlage vollständig abriegelt. Der Zugang zur Burg erfolgte vermutlich nicht über die Hochfläche, sondern über einen Hohlweg aus dem Repetal bis vor den Abschnittswall und von hier aus über den Bergsporn zur Burganlage. Des Weiteren könnte die am Fuße des Bergmassivs erhaltene Mauer der Lenne ebenfalls zur Burganlage gehört haben. Diese noch bis zu 3 Meter hohe Mauer aus Bruchsteinen entlang des alten Lennebettes ist bis auf Höhe des dahinter liegenden Geländes abgetragen worden. Der eigentliche Zugang zur Burg könnte vom Tal aus erfolgt sein, an der Stelle, wo der Repebach in die Lenne einmündet.
Die Natur hat die Reste der Ruine mit Bäumen und Pflanzen überwuchert, so dass der Verfall immer weiter fortschreitet. In der Vergangenheit haben mehrfach Raubgräber ohne Genehmigung des Eigentümers und des Amtes für Bodendenkmalpflege nach Gegenständen gegraben.